# NK Lepoglava
Nogometni klub Lepoglava hrvatski je nogometni klub iz Lepoglave.
Trenutačno se natječe u 2. ŽNL Varaždinskoj.

## Vanjske poveznice
- Službena web-stranica
- Profil, HNS Semafor